# Фосфофіліт
Фосфофіліт — рідкісний мінерал, гідратований фосфат марганцю, заліза і цинку. Назва походить від його хімічного складу (один з видів фосфатів) та грецького слова грец. phýllon — «листок», через його спайність. Камінь цінується за свій гарний зеленувато-синій колір (колір кристалів варіюється від синьо-зеленого до світло-зеленого, втім іноді знаходять прозорі камені фосфофіліту). Утворює кристали товстотаблитчатого габітусу та інших призмаподібних форм, з характерним двійниковим проникненням або кристалізацією типу «риб'ячий хвіст».

## Історія, родовища
Вперше фосфофіліт був знайдений Генріхом Лабманом та Германом Штайнмецом у шахті Хагендорф-Норд (шахта Мейкснера) неподалік Хагендорфу в Баварії та описаний ними у 1920 році.
Популярний колекційний камінь. Мінерал використовується в ювелірній справі для фасетної огранки, втім не часто — фосфофіліт дуже крихкий і чутливий до ударів. Найкрасивіші фосфофіліти були знайдені в Болівії (шахти в Потосі), в Німеччині (Баварія), а також Замбії, Австралії (кар'єр Мокульта у горах Фліндерс), США (штат Мен, Кароліна) і Канаді (Нова Шотландія).

## В культурі

Фосфофіліт у 1 серії.

Фосфофіліт (яп. кандзі: フォスフォフィライト, романдзі: Fosufofiraito), або скорочено Фос (англ. Phos) —  головний герой манґи та аніме Hōseki no Kuni (яп. 宝石の国). На початку історії є наймолодшим дорогоцінним каменем і єдиним, що не бере участі у битвах і не має основної діяльності.